# اغتيال أنديرا غاندي
اُغتيلت رئيسة وزراء الهند أنديرا غاندي في الساعة 9:30 صباحاً يوم 31 أكتوبر 1984 في مقر إقامتها في شارع سافدارجونج، نيودلهي. قُتلت على يد حراسها الشخصيين، ساتوانت سينغ وبيانت سينغ، في أعقاب عملية بلو ستار التي شنها الجيش الهندي بين 1 و8 يونيو 1984 بناءً على أوامر غاندي. كانت العملية العسكرية تهدف إلى إبعاد المتشدد السيخي جارنايل سينغ بيندرانوالي والانفصاليين السيخ الآخرين من المعبد الذهبي لهارماندير صاحب في أمريتسار، البنجاب، أقدس موقع سيخي. أسفر العمل العسكري عن مقتل العديد من الحجاج بالإضافة إلى إلحاق الضرر بأكال تخت وتدمير مكتبة المراجع السيخية.
أدى اغتيال غاندي على يد حراسها السيخ إلى مذابح السيخ في 1984 التي حرض عليها سياسيون من المؤتمر الوطني الهندي، الذين نظموا مذابح ضد السكان السيخ في جميع أنحاء الهند. أسفرت أربعة أيام من عنف الغوغاء عن تدمير 40 كردوارة تاريخية وغيرها من المواقع المقدسة السيخية الهامة. تشير الأرقام الرسمية للحكومة الهندية إلى أن عدد القتلى بلغ 3,350 شخصاً بينما ذكرت مصادر أخرى أن ما بين 8,000 إلى 16,000 سيخي قُتلوا.

## عملية بلو ستار
كانت عملية بلو ستار عملية عسكرية هندية كبيرة نُفذت بين 1 و8 يونيو 1984، بأمر من إنديرا غاندي لطرد الزعيم جارنايل سينغ بيندرانوالي وأتباعه السيخ المتشددين من مباني مجمع هارماندير صاحب في أمريتسار، البنجاب. أسفر هذا الهجوم عن مقتل حوالي 5000 حاج بريء، من الرجال والنساء والأطفال، وكان العديد منهم من السيخ، وتكبد الجيش الهندي حوالي 700 قتيل مع وفاة معظم المسلحين الذين يتراوح عددهم بين 80 و200 أيضاً.:35:151 تسببت العملية أيضاً في أضرار جسيمة لاثنين من أقدس الأضرحة السيخية المعبد الذهبي وأكال تخت. أسفر العمل العسكري عن مقتل العديد من الحجاج بالإضافة إلى إلحاق الضرر بأكال تخت وتدمير مكتبة السيخ المرجعية.
زاد التهديد المتصور لحياة غاندي بعد العملية. وبناءً على ذلك، أبعد مكتب الاستخبارات السيخ من حراسها الشخصيين خوفاً من اغتيالها. ومع ذلك، خشيت غاندي أن يعزز هذا صورتها المعادية للسيخ بين عامة الناس، وأمرت شرطة دلهي بإعادة حراسها الشخصيين السيخ، بما في ذلك بيانت سينغ، الذي قيل إنه المفضل لديها شخصياً.

## الاغتيال
كانت غاندي في طريقها لإجراء مقابلة مع الممثل البريطاني بيتر أوستينوف في حوالي الساعة 9:20 صباحاً بالتوقيت الهندي القياسي في 31 أكتوبر 1984، الذي كان يصور فيلماً وثائقياً للتلفزيون الأيرلندي. وكان برفقتها الشرطي نارايان سينغ وضابط الأمن الشخصي راميشوار دايال والسكرتير الشخصي لغاندي، آر. كيه. داوان. وكانت تسير عبر حديقة مقر إقامة رئيس الوزراء في رقم 1 طريق سافدارجونغ في نيودلهي باتجاه مكتب 1 طريق أكبر المجاور. لم تكن غاندي ترتدي سترة واقية من الرصاص في ذلك اليوم، والتي نُصحت بارتدائها في جميع الأوقات بعد عملية بلو ستار.
ولما مرت غاندي ببوابة صغيرة يحرسها الشرطي ساتوانت والمفتش المساعد بينت سينغ، فتح الاثنان النار عليها. أطلق بيانت ثلاث رصاصات على بطنها من مسدسه عيار 0.38 (9.7 ملم)؛ ثم أطلق ساتوانت 30 رصاصة من رشاشه ستيرلينغ بعد أن سقطت على الأرض. ثم ألقى الرجلان سلاحيهما وقال بينت، «لقد فعلت ما أردت فعله.. افعلوا ما تريدون الآن». في الدقائق الست التالية، قبض ضابطا شرطة الحدود تارسيم سينغ جاموال ورام ساران على بينت وقتلوه، بينما أُلقي القبض على ساتوانت من قبل حراس غاندي الشخصيين الآخرين مع شريك كان يحاول الهرب؛ وقد أصيب بجروح خطيرة. حوكم ساتوانت سينغ وأدين وحُكم عليه بالإعدام لقتله غاندي. وقد أُعدم شنقاً في 1989، مع شريكه كيهار سينغ.
أعلنت سلمى سلطان عن أول خبر عن اغتيال غاندي في نشرة أخبار المساء بقناة دوردارشان في 31 أكتوبر 1984، بعد أكثر من عشر ساعات من مقتلها. تزعم الحكومة الهندية أن سكرتير غاندي آر. كيه. داوان ألغى أوامر مسؤولي الاستخبارات والأمن الذين أمروا بإبعاد رجال الشرطة باعتبارهم تهديداً أمنياً، بما في ذلك قاتليها.
كان بينت أحد حراس غاندي المفضلين، والذي كانت تعرفه منذ عشر سنوات. ولأنه كان سيخياً، فقد أُبعد من طاقمها بعد عملية بلو ستار؛ ومع ذلك، حرصت غاندي على إعادته إلى منصبه. كان ساتوانت يبلغ من العمر 22 عاماً وقت الاغتيال، وعُين في حرس غاندي قبل خمسة أشهر فقط.

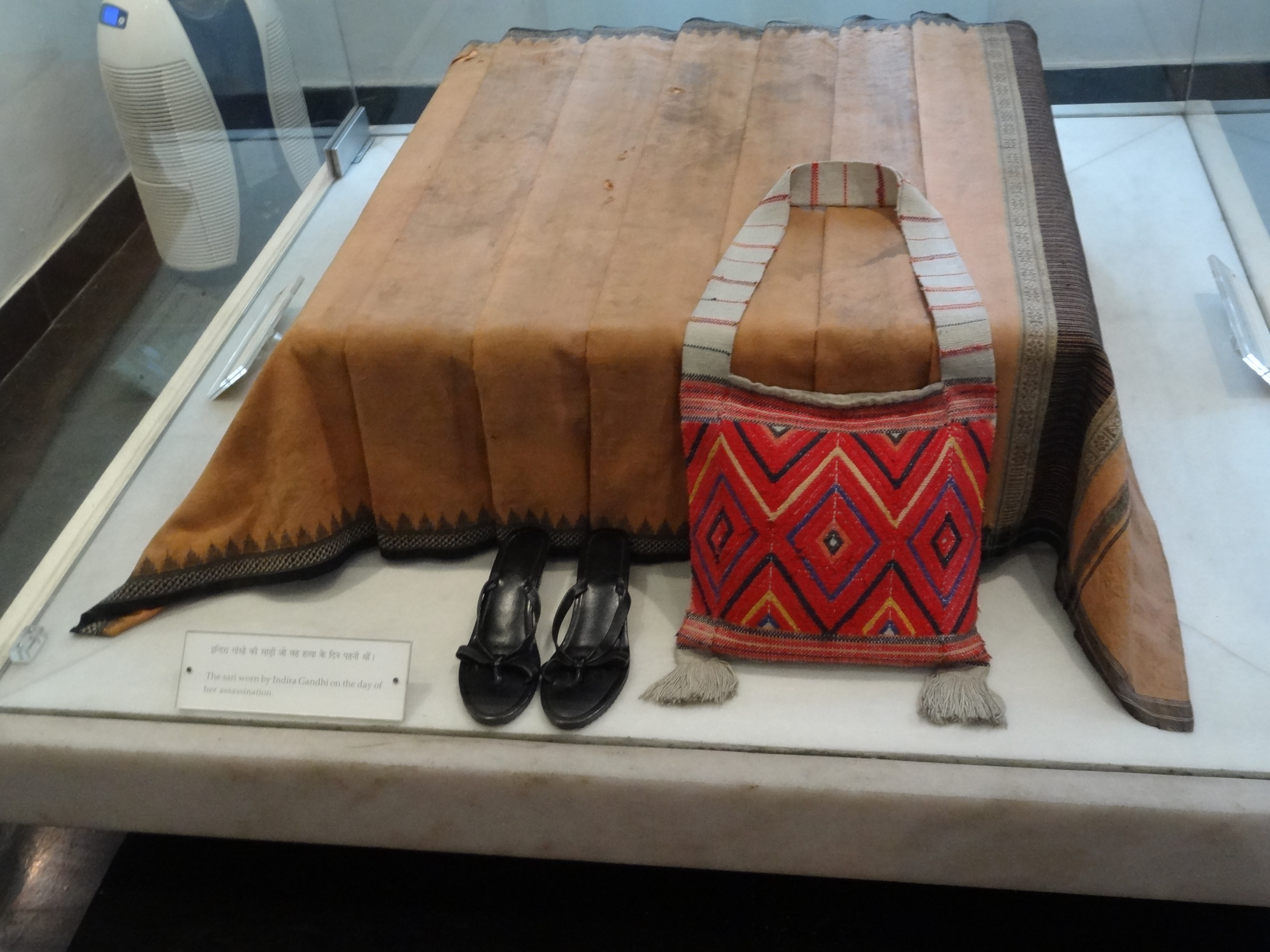
ساري سامبالبوري الملطخ بالدماء الذي ارتدته غاندي ومتعلقاتها لحظة اغتيالها، محفوظة في متحف إنديرا غاندي التذكاري في نيودلهي.

نُقلت غاندي إلى مؤسسة العلوم الطبية لعموم الهند، نيودلهي في الساعة 9:30 صباحاً. أجرى الأطباء عملية جراحية لها. وأعلنت وفاتها في الساعة 2:20 مساءً. أجرى تشريح الجثة فريق من الأطباء برئاسة تيراث داس دوغرا، الذي ذكر أن 30 رصاصة أصابت غاندي من مدفع رشاش ستيرلينغ ومسدس. أطلق المهاجمون 33 رصاصة عليها، أصابتها 30 منها؛ اخترقت 23 منها جسدها وخرجت، بينما بقيت سبع رصاصات داخله. استخرج دوغرا الرصاصات لتحديد هوية الأسلحة وربط كل سلاح بالرصاصات التي استُخرجت من خلال الفحص الباليستي. جرت مطابقة الرصاصات بالأسلحة في مختبر علوم الطب الشرعي المركزي، في دلهي.
أعلنت الحكومة الهندية الحداد الوطني من 1 نوفمبر إلى 12 نوفمبر مع تنكيس الأعلام وإلغاء الفعاليات الترفيهية والثقافية وإغلاق المكاتب لعدة أيام. أعلنت باكستان وفيتنام الحداد لمدة ثلاثة أيام. أعلنت بلغاريا يوم حداد وطني.

## الجنازة
نُقِل جثمان غاندي في عربة مدفع عبر طرق دلهي في صباح يوم 1 نوفمبر إلى تين مورتي بهافان، حيث أقام والدها وحيث سُجيت خلال الجنازة. وأُحرِقَت جثتها بكامل التكريمات الرسمية في 3 نوفمبر بالقرب من راج غات، وهو نصب تذكاري للمهاتما غاندي، في منطقة تُدعى شاكتي ستال. وأشعل ابنها الأكبر وخليفتها، راجيف غاندي، المحرقة.
وقد حضر جنازتها الرسمية العديد من الشخصيات الأجنبية البارزة:

## التداعيات
قُتل 8,000 سيخي في أعمال عنف انتقامية. وسجلت مصادر أخرى مقتل 16,000 سيخي على مدى الأيام الأربعة التالية.
أوصت لجنة التحقيق التي شكلها القاضي مانهارلال برانلال ثاكار، برئاسة القاضي مانهارلال ثاكار، للتحقيق في اغتيال غاندي، بإجراء تحقيق منفصل حول زاوية المؤامرة وراء الاغتيال. وذكر تقرير ثاكار أن "نسبة من الشك" وجهت إلى ر. ك. داوان بتهمة التواطؤ في المؤامرة.
حُكم على ساتوانت سينغ والمتآمر معه كيهار سينغ بالإعدام. وقد أُعدم كلاهما في 6 يناير 1989.
كان من المقرر إطلاق فيلم بنجابي بعنوان كوم دي هيري [الإنجليزية] (جواهر المجتمع) يسلط الضوء على أدوار/حياة الحارسين اللذين اغتالا أنديرا غاندي في 22 أغسطس 2014، ولكن الحكومة الهندية حظرته لمدة خمس سنوات.